# Qingliang Feng
Qingliang Feng är ett berg i Kina. Det ligger i den östra delen av landet, 1 100 km söder om huvudstaden Peking. Toppen på Qingliang Feng är 1 506 meter över havet.
Terrängen runt Qingliang Feng är kuperad åt sydväst, men åt nordost är den bergig. Runt Qingliang Feng är det ganska tätbefolkat, med 75 invånare per kvadratkilometer. Närmaste större samhälle är Qizili, 15,7 km sydväst om Qingliang Feng. I omgivningarna runt Qingliang Feng växer i huvudsak blandskog.